# Сражение у Миллезимо
Сражение у Миллезимо (фр. Bataille de Millesimo) — сражение французской армии под командованием генерала Бонапарта против австрийской армии генерала Колли, произошедшее 13—14 апреля 1796 года в ходе итальянской кампании 1796 года и окончившееся разгромом австрийцев. Было вторым сражением Наполеона Бонапарта, данным им в качестве главнокомандующего французской Итальянской армией.

## Перед сражением
12 апреля главная квартира французской Итальянской армии прибыла в Каркаре. Пьемонтцы отступили на Миллезимо, а австрийцы на Дего. Эти две позиции имели связь через пьемонтскую бригаду, занимавшую высоты Биестро. В Миллезимо пьемонтцы оседлали дорогу, прикрывающую Пьемонт. К ним присоединился Колли со всеми, кого он мог снять с правого фланга. В Дего австрийцы стояли на позиции, защищающей дорогу в Акви, — прямой путь в Миланскую область. К ним присоединился Болье со всем тем, что он смог вывести из Вольтри. Занимая данную позицию, этот генерал мог получать все подкрепления, какие была способна дать ему Ломбардия. Таким образом, два основных выхода в Пьемонт и в Миланскую область были прикрыты. Противник надеялся, что у него хватит времени укрепиться на них. Каковы бы ни были преимущества, полученные французами в результате сражения у Монтенотте, превосходство в численности дало противнику возможность восполнения своих потерь. Но 14 апреля сражение у Миллезимо открыло обе дороги — и в Турин и в Милан.

## Ход сражения
Ожеро с левым флангом армии двинулся на Миллезимо, Массена с центром направился на Биестро и Дего, а Лагарп с правым флангом пошел на высоты Кайро. Таким образом, французская армия занимала четыре лье пространства от правого фланга к левому.
Противник, заняв холм Коссария, господствовавший над обоими рукавами Бормиды, опирался на него своим правым флангом. Но генерал Ожеро, войска которого не участвовали в сражении у Монтенотте, ударил в правый фланг противника с такой стремительностью, что выбил его из миллезимских ущелий и окружил холм Коссария. Австрийский генерал Провера с его арьергардом силою в 2000 человек был отрезан. Находясь в безнадежном положении он укрылся в старом разрушенном замке и там забаррикадировался. С его высоты ему был виден правый фланг сардинской армии, готовившейся к бою на следующий день. Провера надеялся, что эти войска его выручат.

Бонапарт понимал необходимость овладеть замком Коссария в тот же день. 
Ожеро приказал генералу Банелю и генерал-адъютантам Жуберу и Кенелю штурмовать замок. Французы взошли на половину горы, но встреченные жестоким ружейным огнем и сбрасываемыми с высоты обломками скал должны были отступить, потеряв более тысячи человек ранеными и убитыми. В числе последних были Банель и Кенель. Жубер, добравшийся до укреплений, пал без чувств, пораженный камнем. Солдаты, упавшие духом после потери командиров, укрывались от выстрелов у подошвы горы, за кустами. Ночью Ожеро, опасаясь, чтобы Провера, воспользовавшись темнотой, не пробился к Колли, расположил своих солдат на полвыстрела вокруг замка, и целую дивизию держал под ружьем до самого рассвета.
На следующий день, 14 апреля, когда после упорного боя Массена и Лагарп захватили Дего, а Менар и Жубер — высоты Биестро, и Колли не смог выручить осажденных в замке Коссарии, Провера, отчаявшись, сложил оружие.

## Результаты
В результате захвата прохода у Миллезимо и сдачи замка Коссария французы отрезали армию Колли от основной армии австрийского генерала Болье. Сражение открыло армии Бонапарта дороги на Турин и Милан.